# Roger Assalé
Roger Claver Djapone Assalé (Abengourou, 13 november 1993) is een Ivoriaans voetballer die doorgaans als linksbuiten speelt. Hij verruilde Dijon FCO in december 2021 op huurbasis voor Werder Bremen. Met TP Mazembe kende hij een succesvolle periode, waarin hij tweemaal de Ligue 1, eenmaal de CAF Champions League, eenmaal de CAF Confederation Cup en eenmaal de CAF Super Cup won. Assalé debuteerde in 2014 in het Ivoriaans voetbalelftal, waarmee hij in 2015 het Afrikaans kampioenschap voetbal won.

## Interlandcarrière
Assalé maakte op 10 september 2014 zijn officiële debuut in het Ivoriaans voetbalelftal. In de Afrika Cup-kwalificatiewedstrijd tegen Kameroen mocht hij elf minuten voor tijd invallen voor Max Gradel.
| Interlands van Roger Assalé voor Ivoorkust | Interlands van Roger Assalé voor Ivoorkust | Interlands van Roger Assalé voor Ivoorkust | Interlands van Roger Assalé voor Ivoorkust | Interlands van Roger Assalé voor Ivoorkust | Interlands van Roger Assalé voor Ivoorkust |
| №                                          | Datum                                      | Wedstrijd                                  | Uitslag                                    | Competitie                                 | Goals                                      |
| Als speler van Séwé Sports de San Pedro    | Als speler van Séwé Sports de San Pedro    | Als speler van Séwé Sports de San Pedro    | Als speler van Séwé Sports de San Pedro    | Als speler van Séwé Sports de San Pedro    | Als speler van Séwé Sports de San Pedro    |
| ------------------------------------------ | ------------------------------------------ | ------------------------------------------ | ------------------------------------------ | ------------------------------------------ | ------------------------------------------ |
| 1                                          | 10 september 2014                          | Kameroen – Ivoorkust                       | 4 – 1                                      | Afrika Cup 2015 (kwalificatie)             |                                            |
| Als speler van TP Mazembe                  |                                            |                                            |                                            |                                            |                                            |
| 2                                          | 11 januari 2015                            | Ivoorkust – Nigeria                        | 1 – 0                                      | Vriendschappelijk                          |                                            |
| 3                                          | 26 maart 2015                              | Ivoorkust – Angola                         | 2 – 0                                      | Vriendschappelijk                          |                                            |

Bijgewerkt op 28 mei 2015.

## Erelijst
Séwé Sport
- Ligue 1: 2012/13, 2013/14

 TP Mazembe
- Linafoot: 2015/16
- Supercoupe du Congo: 2014, 2016
- CAF Champions League: 2015
- CAF Super Cup: 2016
- CAF Confederation Cup: 2016

 Young Boys
- Super League: 2017/18, 2018/19

 Ivoorkust
- CAF Africa Cup of Nations: 2015

3 Hadjam ·
4 Zourkou ·
5 Husić ·
6 Pfeiffer ·
7 Ugrinic ·
8 Łakomy ·
9 Itten ·
10 Imeri ·
11 Colley ·
13 Camara ·
14 Chaiwa ·
15 Elia ·
17 Janko ·
20 Niasse ·
21 Virginius ·
22 Conté ·
23 Benito ·
24 Althekame ·
26 Von Ballmoos  ·
27 Blum ·
30 Lauper ·
31 Conte ·
33 Keller ·
35 Ganvoula ·
39 Males ·
40 Marzino ·
77 Monteiro ·
Coach: Magnin